# Mesosemia steli
Mesosemia steli is een vlindersoort uit de familie van de prachtvlinders (Riodinidae), onderfamilie Riodininae.
Mesosemia steli werd in 1858 beschreven door Hewitson.